# Defensa Pac-Man
La defensa Pac-Man es una estrategia preventiva o defensiva de oposición a una OPA hostil, en la que la empresa puede lanzar una oferta de adquisición sobre la oferente antes o después de que esta formalice su oferta.

## Origen del nombre
El nombre de este tipo de estrategia hace referencia a la estrella del videojuego Pac-Man, en el que el héroe es en primer lugar perseguido a través de un laberinto de puntos por cuatro fantasmas. Sin embargo, después de comerse uno de los puntos especiales situados en el laberinto (llamados Pac-dots en inglés), es capaz de perseguir y comerse a los fantasmas. El nombre, aunque no la propia estrategia, fue acuñado por el gurú de las adquisiciones Bruce Wasserstein.

## Ejemplos

### Estados Unidos
Un ejemplo importante en la historia de Estados Unidos es el intento de adquisición mediante OPA hostil de Martin Marietta por la empresa Bendix Corporation en 1982. En respuesta, Martin Marietta comenzó a comprar acciones de Bendix con el objetivo de asumir el control sobre la empresa. Bendix persuadió a la empresa Allied para que actuara como un "caballero blanco", y la compañía fue vendida a los aliados el mismo año. El incidente fue calificado de "defensa Pac-Man" en retrospectiva.
En 1984, comisionados de la Comisión de Bolsa y Valores de los Estados Unidos dijeron que la defensa Pac-Man fue motivo de "seria preocupación", pero se resistieron a aprobar una prohibición federal contra la táctica. Los comisionados reconocieron que una defensa Pac-Man puede beneficiar a los accionistas en determinadas circunstancias. Una de las mayores preocupaciones es la forma en la que debe gastarse el dinero para obtener el control de la empresa, que incluye el pago de los servicios de abogados y otros profesionales necesarios para montar la defensa, representando importantes fondos que podrían utilizarse para mejorar la actividad de la empresa o aumentar los beneficios.

### Otros países
A nivel internacional, el caso más conocido tal vez fue el de Porsche y el Grupo Volkswagen, en el que Porsche adquirió lentamente participaciones en el mucho más grande Grupo Volkswagen, hasta el punto de que tiempo después Porsche era el propietario de más del 75% de la compañía en el año 2009. Sin embargo, ese mismo año, cuando las dos compañías anunciaron oficialmente su fusión, se anunció que Volkswagen sería el socio que mantendría su estructura.